# Brecht (Bélgica)
Brecht es una localidad y municipio de la provincia de Amberes en Bélgica. Sus municipios vecinos son Brasschaat, Hoogstraten, Malle, Rijkevorsel, Schilde, Schoten, Wuustwezel y Zoersel. Tiene una superficie de 90,8 km² y una población en 2020 de 29.444 habitantes, siendo los habitantes en edad laboral el 64% de la población.
Brecht es un municipio en rápido crecimiento en el norte de la provincia de Amberes.
Entre sus monumentos famosos está la Abadía de Brecht, una abadía de monjas trapenses.

## Demografía

### Evolución
Todos los datos históricos relativos al actual municipio, el siguiente gráfico refleja su evolución demográfica, incluyendo municipios después de efectuada la fusión el 1 de enero de 1977.
| Gráfica de evolución demográfica de Brecht entre 1846 y 2020 |
|                                                              |